# Balong Asem
Balong Asem is een bestuurslaag in het regentschap Nganjuk van de provincie Oost-Java, Indonesië. Balong Asem telt 781 inwoners (volkstelling 2010).